# Pherecydes
Pherecydes is een geslacht van spinnen uit de  familie van de Thomisidae (krabspinnen).

## Soorten
- Pherecydes carinae Dippenaar-Schoeman, 1980
- Pherecydes ionae Dippenaar-Schoeman, 1980
- Pherecydes livens Simon, 1895
- Pherecydes lucinae Dippenaar-Schoeman, 1980
- Pherecydes nicolaasi Dippenaar-Schoeman, 1980
- Pherecydes tuberculatus O. P.-Cambridge, 1883
- Pherecydes zebra Lawrence, 1927
  - Pherecydes zebra tropicalis Millot, 1942